# Тёмпе, Андраш
Андраш Тёмпе (венг. Tömpe András, 1913 — 1971) — венгерский коммунист, советский разведчик, резидент в Аргентине, генерал-майор полиции ВНР.

## Биография
Родился в семье почтальона, его матерью являлась еврейка Иолан Шугар (венг. Jolán Sugár) является младшим братом Иштвана Тёмпе, ещё один брат — инженер Ференц Тёмпе (ивр. Ferenc Тёмпе‎). С 1930 участвовал в нелегальном левом движении. В 1931 поступил в Венгерскую ассоциацию коммунистической молодёжи. Из-за распространения нелегальных материалов в прессе он был арестован вскоре после окончания средней школы и помещён под надзор полиции. Статьи писал под псевдонимом Петер Барна (венг. Péter Barna). В 1932 обучался в техническом колледже в Брно, где стал лидером нелегальной организации венгерских студентов (EFESZ), а в период с 1932 по 1935 участвовал в редактировании газеты «Egységfront», также работал в Чехословацком национальном молодёжном комитете и вступил в КПЧ. В 1937 получил степень инженера-механика.
В 1937 уехал добровольцем на войну во Вторую Испанскую республику, командовал 1-й ротой 5-го батальона XIII Интербригады, участвовал в боях за Эстремадуру, Арагон, Эбро и Каталонию, был дважды ранен. В 1938 вступил в Коммунистическую партию Испании. После поражения республиканского режима был интернирован во Третей Французской республике, содержался в лагерях Сен-Сиприен, Гюрс и Вернье.
Весной 1941 бежал из лагеря, двигаясь через Третий рейх, устроился работать инженером на заводе «Junkers» в Дессау. Организовал возвращение домой 70 венгерских членов интернационалистского рабочего движения, в том числе Ласло Райка. В октябре 1941 прибыл в Будапешт, вёл подпольную коммунистическую деятельность. В январе 1943 был арестован вместе с женой, освобождён за недостаточностью улик, но находился под надзором полиции. В мае 1944 был мобилизован в венгерскую армию, по прибытии на фронт дезертировал и перешёл на сторону советских войск. До октября 1944 находился в Москве, затем вновь был переброшен через линию фронта, воевал в составе партизанского отряда Шандора Ногради. В декабре 1944 прибыл в распоряжение Временного правительства Венгрии в Дебрецене. С января 1945 служит в органах государственной безопасности ВНР и СССР. С мая 1945 до сентября 1946 являлся начальником отдела политической полиции ВНР. С 1 сентября 1946 до мая 1947 был заместителем председателя комиссии по репатриации при правительстве Венгрии. Под видом оптового торговца в Буэнос-Айресе являлся нелегальным резидентом КИ, МГБ, МВД, КГБ в Аргентине с весны 1947 до весны 1959, сотрудницей резидентуры была его жена Эллит Тёмпе (венг. Ellit Tömpe). По некоторым сведениям имел разногласия со старшим советником КГБ в ВНР, генералом А. Д. Бесчастновым. По неподтверждённым данным участвовал в организации революции на Кубе. С 8 мая 1959 до 14 февраля 1962 служит в МВД ВНР. Заведующий Административным отделом ЦК ВСРП с 15 февраля до 30 ноября 1962 года.
C декабря 1962 в отставке. С 1963 работал директором издательства иностранной литературы «Корвина», С июля 1967 до декабря 1968 посол ВНР в ГДР. После возвращения из ГДР избран президентом Венгерской ассоциации издателей и распространителей книг, на этом посту осенью 1970 вступил в конфликт с секретарём партийного комитета ассоциации, после длительного разбирательства в Будапештском областном комитете ВСРП застрелился. Похоронен в Рабочем пантеоне кладбища Керепеши.

### Звания
- полковник полиции (1945);
- генерал-майор полиции (22 июля 1946).

### Награды
- орден Венгерской свободы в золоте (1946);
- орден Заслуг ВНР V степени (1950);
- ведомственные награды МВД ВНР, медали ВНР и СССР.